# Tortula mucronifera
Tortula mucronifera är en bladmossart som beskrevs av W. Frey, Kürschner och Ros in W. Frey et al. 1994. Tortula mucronifera ingår i släktet tussmossor, och familjen Pottiaceae. Inga underarter finns listade i Catalogue of Life.